# Francesco Fontana (kardynał)
Francesco Fontana CRSP, właśc. Luigi Maria Fontana (ur. 28 sierpnia 1750 w Casalmaggiore, zm. 19 marca 1822 w Rzymie) – włoski kardynał.

## Życiorys
Urodził się 28 sierpnia 1750 roku w Casalmaggiore. W młodości wstąpił do zakonu barnabitów, gdzie 21 grudnia 1766 złożył profesję wieczystą. Następnie studiował filozofię w Mediolanie i teologię w Bolonii. W 1774 roku przyjął święcenia kapłańskie. Następnie został wykładowcą w Mediolanie i prowincjałem zakonu w Lombardii. W 1807 roku został przełożonym generalnym, a rok później deportowano go do Francji i w okresie 1811–1814 przebywał w więzieniu w Vincennes. Po uwolnieniu powrócił do Rzymu. 8 marca 1816 roku został kreowany kardynałem prezbiterem i otrzymał kościół tytularny S. Mariae supra Minervam. W latach 1816–1818 był prefektem Kongregacji Indeksu, a od 1818 do śmierci – prefektem Kongregacji Rozkrzewiania Wiary. Zmarł 19 marca 1822 roku w Rzymie.